# فلیکس بالداف
فلیکس بالداف (انگلیسی: Felix Baldauf؛ زادهٔ ۲۲ اکتبر ۱۹۹۴) کشتی‌گیر اهل نروژ است.